# Oreoderus humeralis
Oreoderus humeralis är en skalbaggsart som beskrevs av Raffaello Gestro 1891. Oreoderus humeralis ingår i släktet Oreoderus och familjen Cetoniidae. Inga underarter finns listade i Catalogue of Life.